# Val-de-Travers
Val-de-Travers – miejscowość i gmina w zachodniej Szwajcarii, w kantonie Neuchâtel. Powstała 1 stycznia 2009 w wyniku połączenia gmin Les Bayards, Boveresse, Buttes, Couvet, Fleurier, Môtiers, Noiraigue, Saint-Sulpice i Travers.

## Demografia
W Val-de-Travers mieszka 10 558 osób. W 2021 roku 18,9% populacji gminy stanowiły osoby urodzone poza Szwajcarią. 

## Transport
Przez teren gminy przebiegają drogi główne nr 10, nr 149 i nr 171. 
Znajduje się tutaj lotnisko Môtiers (ICAO: LSTO).